# Psittaculinae
Psittaculinae este o subfamilie de papagali formată din trei triburi: Polytelini cu 3 genuri, Psittaculini și papagalii pigmei din tribul Micropsittini.

## Genuri
Tribul Micropsittini:
- Genul Micropsitta
  - Micropsitta pusio
  - Micropsitta keiensis
  - Micropsitta geelvinkiana
  - Micropsitta meeki
  - Micropsitta finschii
  - Micropsitta bruijnii

Tribul Polytelini:
- Genul Alisterus
  - Alisterus scapularis
  - Alisterus amboinensis
  - Alisterus chloropterus
- Genul Aprosmictus
  - Aprosmictus jonquillaceus
  - Aprosmictus erythropterus
- Genul Polytelis
  - Polytelis swainsonii
  - Polytelis anthopeplus
  - Polytelis alexandrae

Tribul Psittaculini:
- Genul Psittinus
  - Psittinus cyanurus
  - Psittinus abbotti
- Genul Geoffroyus
  - Geoffroyus geoffroyi
  - Geoffroyus simplex
  - Geoffroyus heteroclitus
  - Geoffroyus hyacinthinus
- Genul Prioniturus
  - Prioniturus montanus
  - Prioniturus waterstradti
  - Prioniturus platenae
  - Prioniturus luconensis
  - Prioniturus discurus
  - Prioniturus verticalis
  - Prioniturus flavicans
  - Prioniturus platurus
  - Prioniturus mada
  - Prioniturus mindorensis
- Genul Tanygnathus
  - Tanygnathus megalorynchos
  - Tanygnathus lucionensis
  - Tanygnathus sumatranus
  - Tanygnathus gramineus
- Genul Eclectus
  - Eclectus roratus
  - Eclectus cornelia
  - Eclectus riedeli
  - Eclectus polychloros
  -  †  Eclectus infectus
- Genul Psittacula
  - Psittacula eupatria
  -  †  Psittacula wardi
  - Psittacula krameri
  - Psittacula eques
  -  †  Psittacula exsul
  - Psittacula himalayana
  - Psittacula finschii
  - Psittacula cyanocephala
  - Psittacula roseata
  - Psittacula columboides
  - Psittacula calthrapae
  - Psittacula derbiana
  - Psittacula alexandri
  - Psittacula caniceps
  - Psittacula longicauda
  -  †  Psittacula bensoni
- †  Genul Lophopsittacus

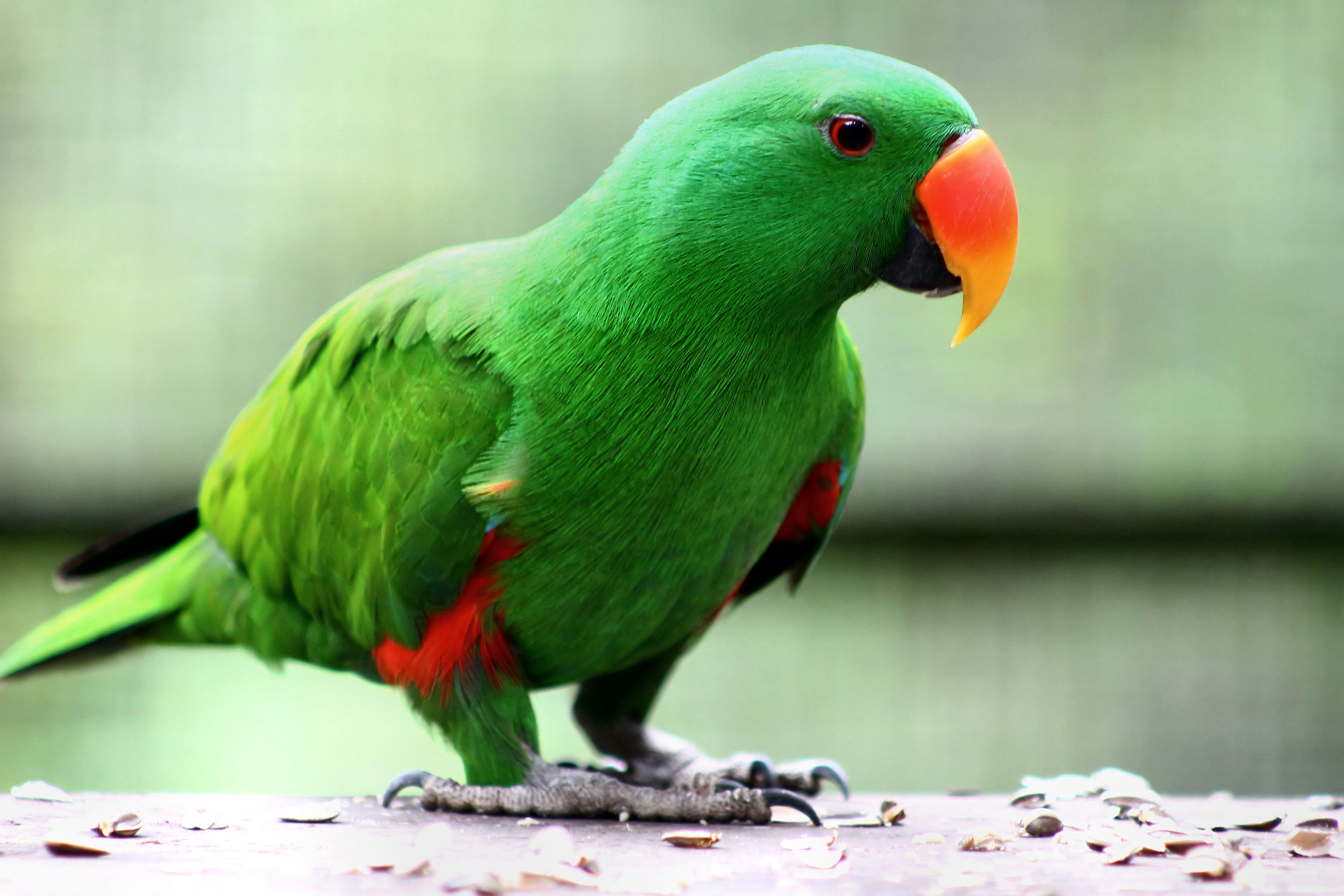
Eclectus polychloros

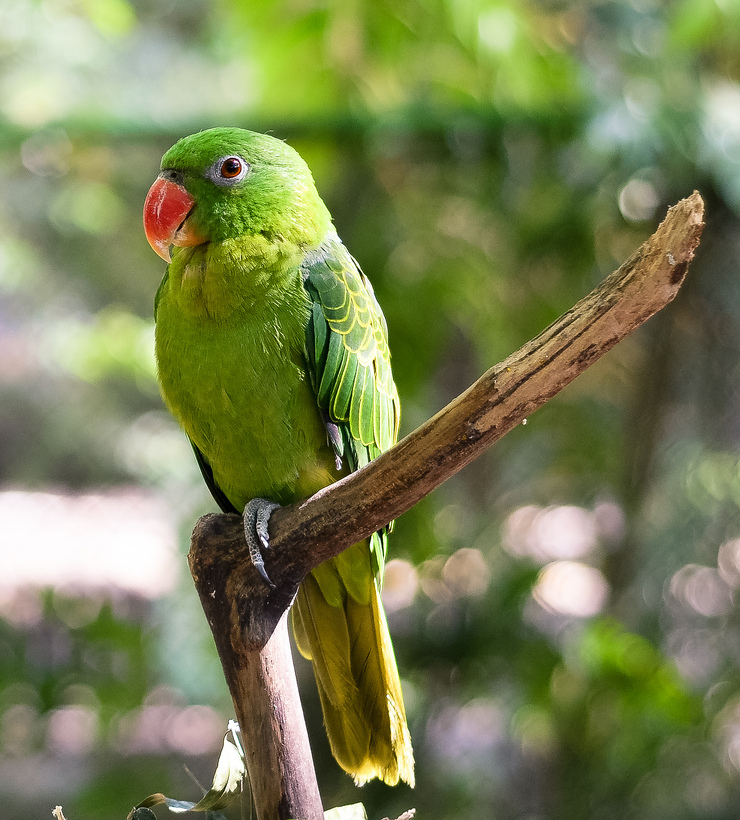
Tanygnathus everetti

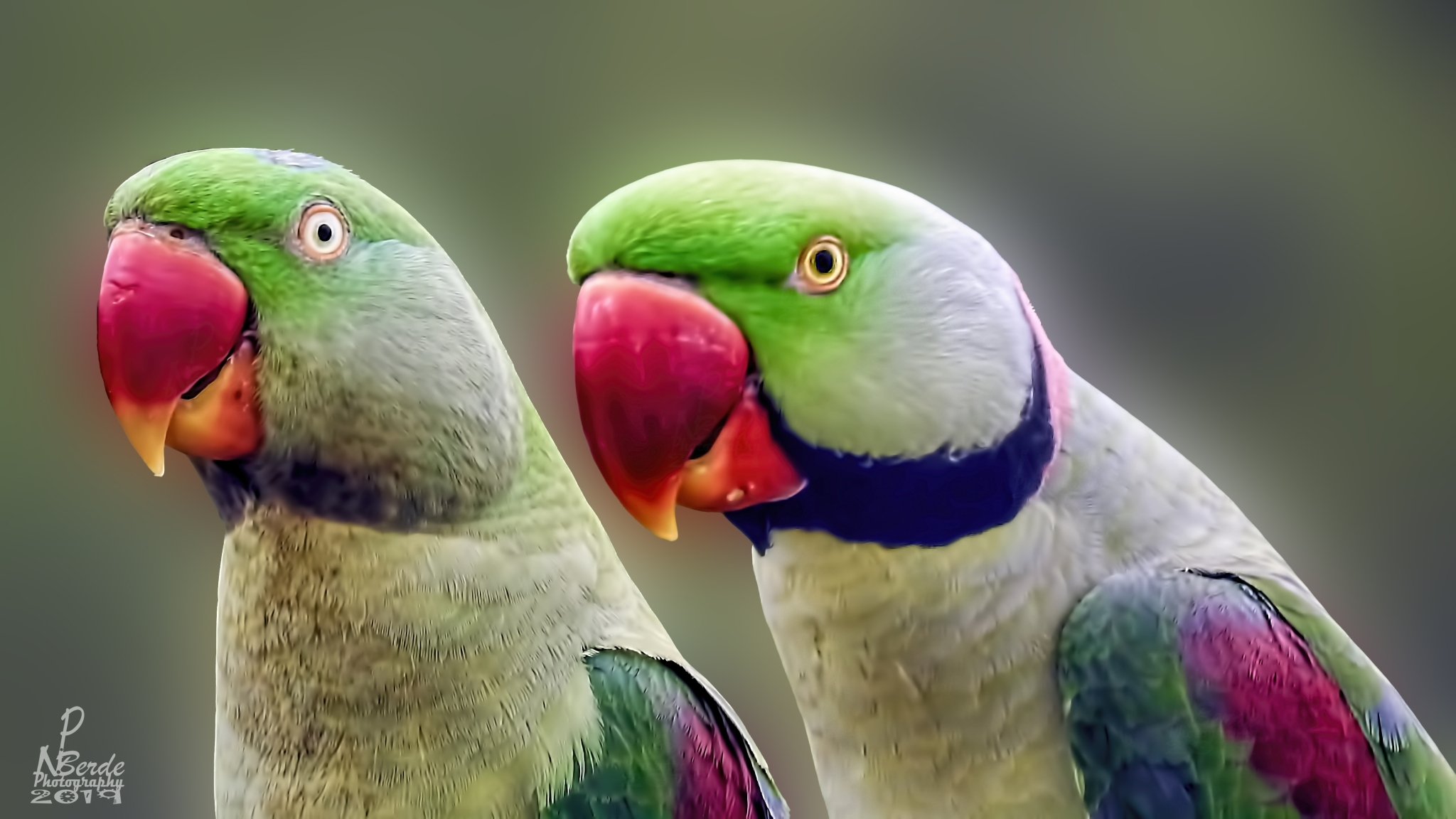
Marele Alexander

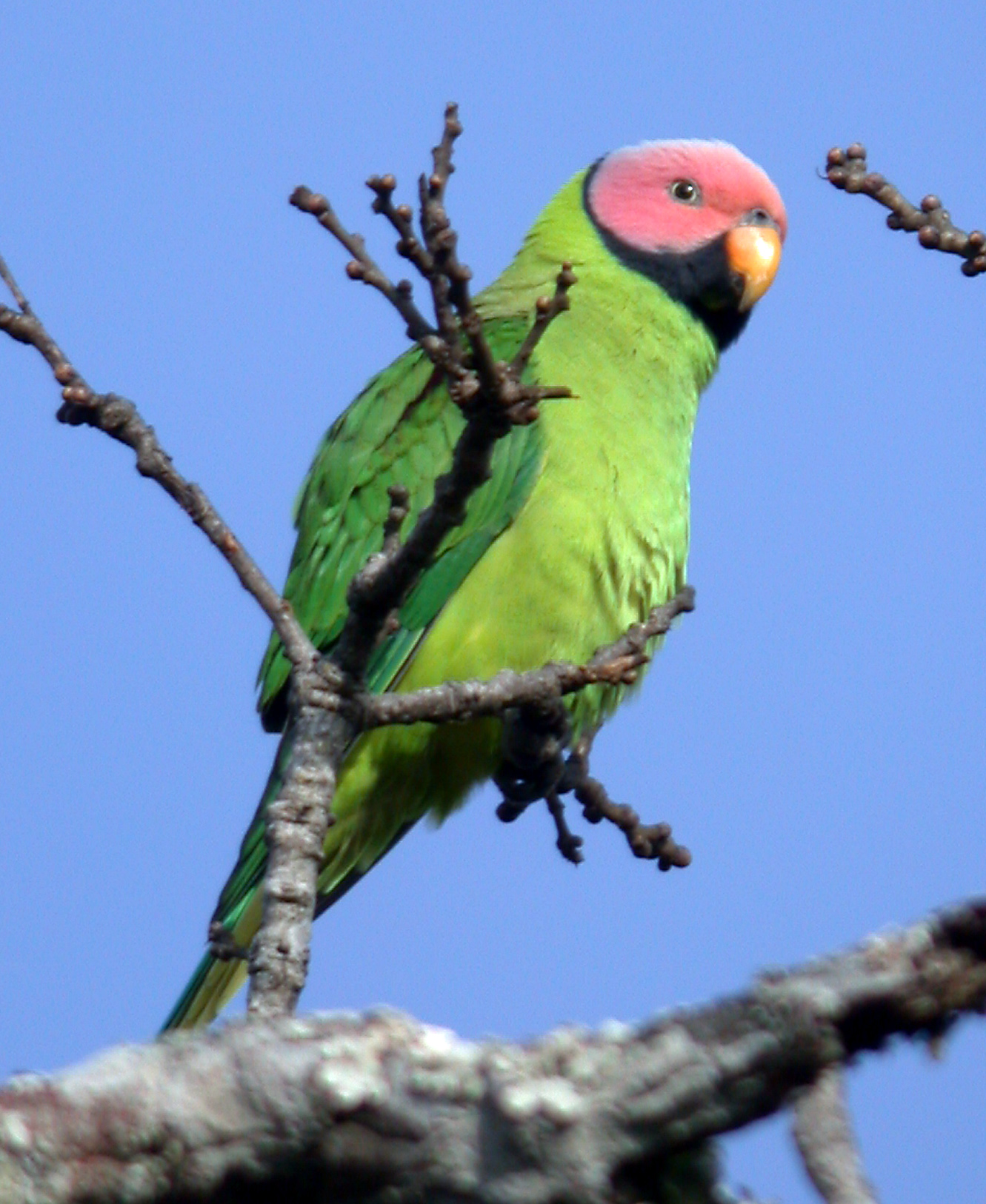
Tanygnathus everetti

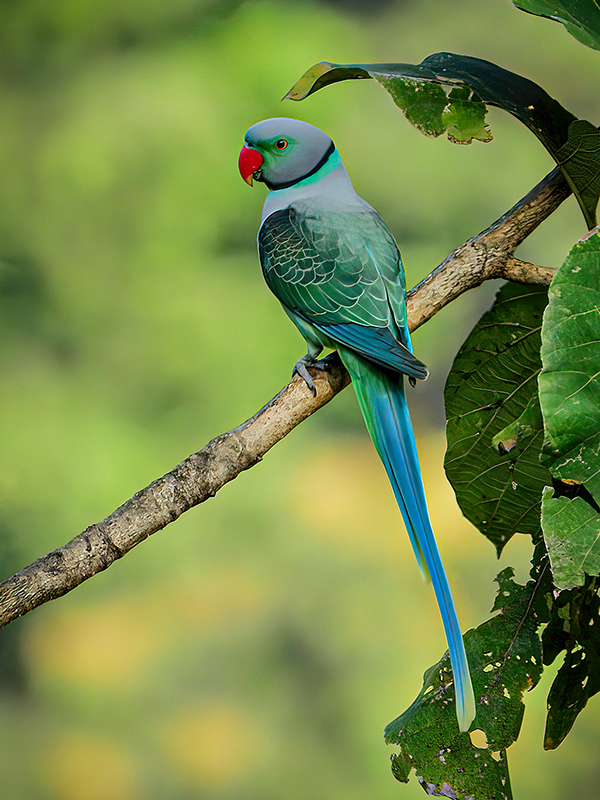
Psittacula columboides

  -  †  Lophopsittacus mauritianus
- †  Genul Necropsittacus
  -  †  Necropsittacus rodricanus
- †  Genul Mascarinus
  -  †  Mascarinus mascarinus